# London (Ontario)
Pour les articles homonymes, voir London.
London est une ville de l'Ontario, au Canada, située sur le corridor Québec-Windsor. Au recensement de 2016, on y dénombre une population de 383 822 habitants (494 069 dans la région métropolitaine de recensement). La ville se situe au confluent de la rivière Thames, à approximativement 200 km de Toronto, Ontario et de Detroit, Michigan. La cité de London est une municipalité politiquement séparée du comté de Middlesex, bien qu'elle en soit le siège.
London et la rivière Thames sont nommées en 1793 par John Graves Simcoe, qui propose le site comme capitale du Haut-Canada. London est colonisée par les Européens entre 1801 et 1804 par Peter Hagerman. Le village est fondé en 1826 et incorporé en 1855. Depuis, London s'est développée pour devenir la plus grande municipalité du sud-ouest de l'Ontario et la onzième région métropolitaine du Canada.
London est un centre régional pour la santé et l'éducation ; la ville abrite notamment l'Université de Western Ontario, le Fanshawe College et plusieurs hôpitaux. La ville accueille un certain nombre d'expositions et de festivals musicaux et artistiques, qui contribuent à son industrie touristique, mais son activité économique est centrée sur l'éducation, la recherche médicale, les assurances et l'informatique. L'université et les hôpitaux de London comptent parmi ses dix premiers employeurs. London se trouve à la jonction des autoroutes 401 et  402, la reliant à Toronto,  Windsor (à la frontière américaine, en face de Detroit), et Sarnia. On y trouve également un aéroport international, une gare ferroviaire et une gare routière.

## Toponymie
Comme une dizaine d'autres villes dans le monde, London tient son nom de la ville de Londres en Angleterre. On l'appelle cependant London et non Londres en français. Elle a été nommée ainsi en 1793 par le lieutenant-gouverneur du Haut-Canada John Graves Simcoe, d'origine britannique, également à l'origine du nom de la rivière locale, Thames (Tamise). Simcoe prévoyait de faire de London la capitale du Haut-Canada. Guy Carleton, gouverneur de Dorchester, rejette sa proposition après la guerre de 1812 mais accepte la ville de York (aujourd'hui Toronto), comme capitale de ce qui deviendra la province de l'Ontario le 1er juillet 1867.
London est surnommée « la ville-forêt » (« the Forest City »), non pas à cause du nombre d'arbres et de parcs qu'elle abrite, mais parce que la ville s'est développée sur un territoire qui était autrefois couvert d'une dense forêt.

## Histoire
Avant les contacts avec les Européens au XVIIe siècle, London était le site de plusieurs villages iroquois. Le village à l'embouchure de la rivière Thames (« Askunessippi » (Eshkani-ziibi : « rivière des bois de cerfs ») dans la langue anishinaabe) était appelé « Pahkatequayang » (Baketigweyaang : « à la bifurcation de la rivière »). Ce site fut sélectionné par John Graves Simcoe, lieutenant-gouverneur du Haut-Canada, en 1783 pour y établir la capitale de la province. La ville se serait appelée Georgina en l'honneur de George III. Cependant le choix de ce site, situé au milieu de vastes forêts de feuillus, est rejeté par Guy Carleton, baron de Dorchester. London ne fut donc fondée qu'en 1826 par Thomas Talbot. London garda ses liens avec le Royaume-Uni durant tout le XIXe siècle, même pendant la rébellion de 1837 dans le Haut-Canada et le Bas-Canada. Cependant, il y eut une rébellion menée par Charles Duncombe.
London fut le centre d'un district militaire pendant les première et seconde guerres mondiales, et il y a toujours une base militaire dans la ville.
En 1840, London acquiert le statut de ville (town). Le 13 avril 1845, la ville, construite en bois, est en grande partie détruite par un incendie : 150 bâtiments sont détruits par le feu, soit un cinquième de la ville. Le 1er janvier 1855, London, alors peuplé de plus de 10 000 habitants, devient une cité (city).
L'homme d'affaires John Labatt fonda la brasserie Labatt à London en 1847, et Frederick Banting formula le processus de l'isolation de l'insuline qu'il perfectionnera plus tard à l'Université de Toronto. Le temple de la renommée médicale canadienne se trouve à London. Thomas Carling fonda la brasserie Carling en 1840 à London. La compagnie d'assurance London Life fut fondée en 1874 à London.

## Géographie

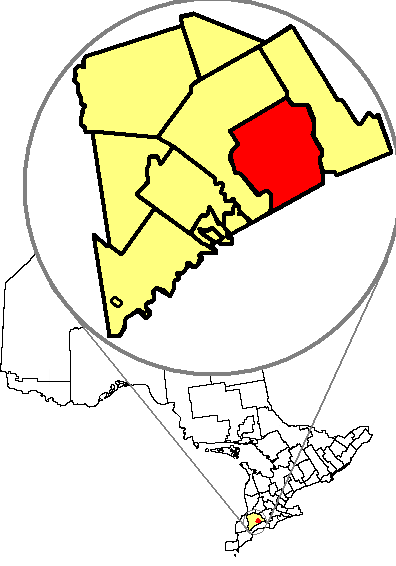
Situation de London.

La ville de London est située au sud-ouest de la province de l'Ontario, à 240 km à l'ouest de Toronto.
La région s'est formée lors du retrait des glaciers au cours de la dernière période glaciaire, qui a produit des zones de marais, notamment la tourbière Sifton, ainsi que certaines des zones de terres agricoles les plus productives sur le plan agricole en Ontario.
La rivière Thames façonne la géographie de London. Les bras nord et sud de la rivière se rejoignent au centre de la ville, un endroit connu sous le nom de « The Forks » ou « The Fork of the Thames ». Le bras nord traverse le lac artificiel Fanshawe, au nord-est de London. Le lac a été créé par le barrage Fanshawe, construit pour protéger les zones en aval des inondations catastrophiques qui ont touché la ville en 1883 et 1937.

### Climat

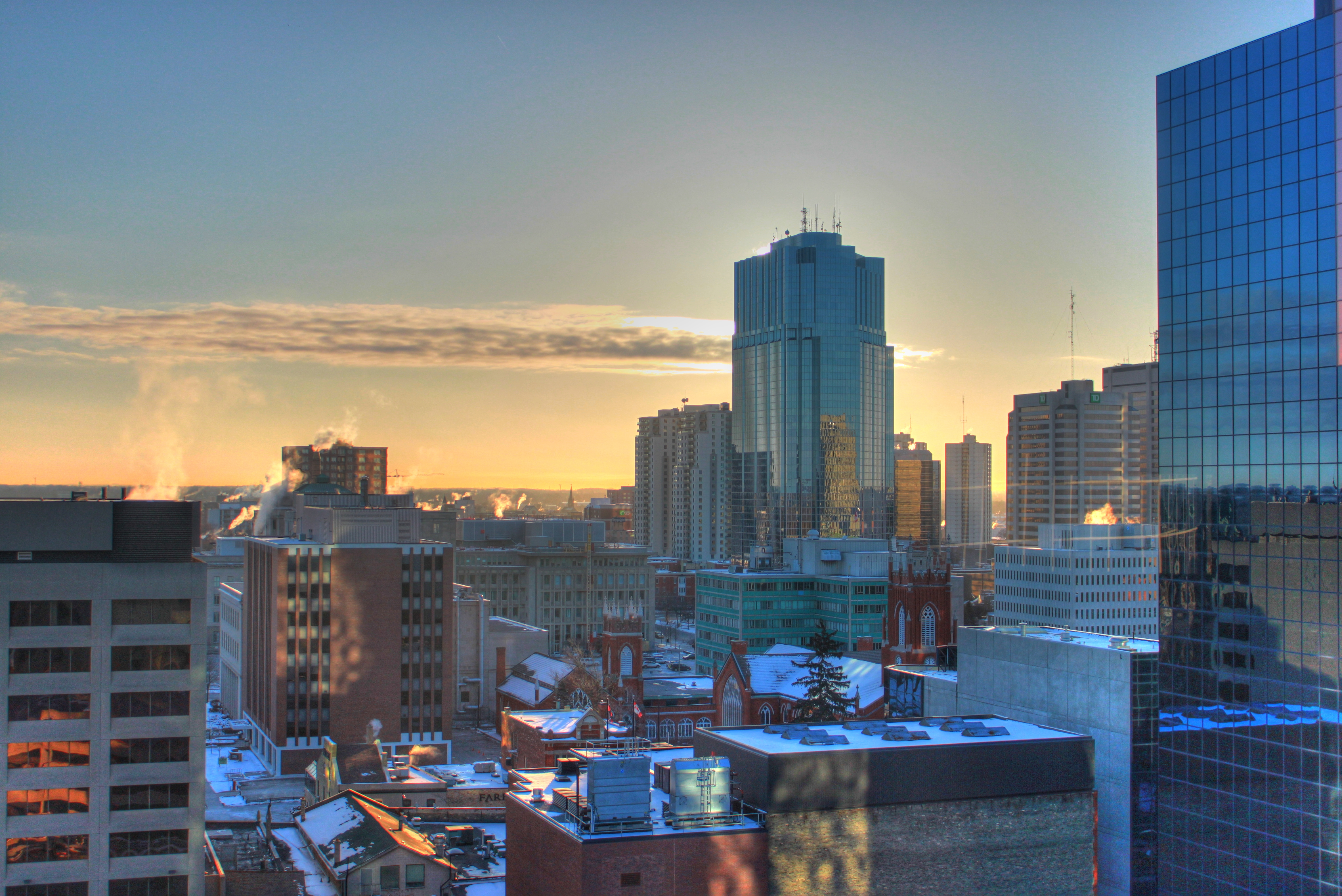
Le centre de London un matin de janvier 2011.

London est soumise à un climat continental humide (Köppen Dfb), bien que l'influence des vents en provenance du lac Huron et son relief la rapprochent de Dfa/Dfb (été chaud). Du fait de sa localisation dans le continent, London connait un important contraste saisonnier, tempéré dans une certaine mesure par les Grands Lacs environnants. Les étés sont habituellement chauds et humides, avec une températures moyenne en juillet de 20,8 °C, et dépassant les 30 °C en moyenne 10 jours par an.
Cependant, en 2016, les températures ont dépassé 30 °C plus de 35 fois. La ville est affectée par de fréquents orages causés par la météo chaude et humide estivale, ainsi que la convergence des brises des lacs Huron et Érié. La même zone de convergence est à l'origine de la formation d'entonnoirs nuageux et de tornades occasionnelles. London appartient à la Tornado Alley canadienne.
Le printemps et l'automne sont de courte durée, l'hiver est froid mais les dégels sont fréquents. Les précipitations annuelles moyennes sont de 1011,5 mm.
Les chutes de neige en hiver sont importantes, avec une moyenne d'environ 194 cm par an, bien que la nature localisée des bourrasques de neige puisse faire varier le total considérablement d'une année à l'autre. La majorité des accumulations de neige vient des bourrasques de neige et de l'effet de lac (bourrasques en aval de plans d'eau) venant du lac Huron, situé à quelque 60 km au nord-ouest, qui se produit lorsque de puissants vents froids soufflent depuis cette direction.
Entre le 5 et le 9 décembre 2010, London a subi une chute de neige record de 2 mètres dans certaines zones de la ville. Écoles et entreprises ont fermé pour trois jours et les transports en commun ont été annulés à compter du deuxième jour.
La plus haute température enregistrée à London était de 41,1 °C le 6 août 1918 la plus basse température -32,2 °C le 20 janvier 1892.
| Mois                                | jan.   | fév.  | mars  | avril | mai   | juin  | jui.  | août  | sep.  | oct.  | nov.  | déc. | année   |
| ----------------------------------- | ------ | ----- | ----- | ----- | ----- | ----- | ----- | ----- | ----- | ----- | ----- | ---- | ------- |
| Température minimale moyenne (°C)   | −9,2   | −8,6  | −4,5  | 1,5   | 7,2   | 12,6  | 15,1  | 14    | 9,9   | 4,3   | −0,4  | −6,1 | 3       |
| Température moyenne (°C)            | −5,6   | −4,5  | −0,1  | 6,8   | 13,1  | 18,3  | 20,8  | 19,7  | 15,5  | 9,2   | 3,4   | −2,6 | 7,9     |
| Température maximale moyenne (°C)   | −1,9   | −0,5  | 4,4   | 12,1  | 19    | 24    | 26,4  | 25,3  | 21,1  | 14,2  | 7,2   | 0,9  | 12,7    |
| Record de froid (°C)                | −32,25 | −31,7 | −28,3 | −17,8 | −5    | −1,1  | 4,4   | 1,5   | −3,3  | −11,1 | −18,3 | −30  |         |
| Record de chaleur (°C)              | 16,7   | 18,3  | 27,2  | 30,6  | 34,4  | 38,2  | 38,9  | 41,1  | 36,7  | 30,3  | 24,4  | 18,5 |         |
| Ensoleillement (h)                  | 64,4   | 89,9  | 124   | 158   | 219,6 | 244,3 | 261,6 | 217,7 | 165,1 | 128,7 | 67,4  | 52,1 | 1 792,6 |
| Précipitations (mm)                 | 74,2   | 65,5  | 71,5  | 83,4  | 89,8  | 91,7  | 82,7  | 82,9  | 103   | 81,3  | 98    | 87,5 | 1 011,5 |
| dont pluie (mm)                     | 33,4   | 33,6  | 46,3  | 74,7  | 89,4  | 91,7  | 82,7  | 82,9  | 103   | 78,1  | 83,2  | 46,9 | 845,9   |
| dont neige (cm)                     | 49,3   | 38,4  | 29,4  | 9,4   | 0,4   | 0     | 0     | 0     | 0     | 3,2   | 16,6  | 47,6 | 194,3   |
| Nombre de jours avec précipitations | 18,8   | 15,1  | 15,3  | 14,1  | 12,7  | 11,6  | 11,2  | 10,4  | 12,1  | 13,1  | 15,8  | 18   | 168     |
| Humidité relative (%)               | 75,9   | 71,9  | 65    | 56,9  | 54,8  | 57    | 57,6  | 59,7  | 59,9  | 63,1  | 72    | 76,9 | 64,2    |
| Nombre de jours avec neige          | 15,3   | 12,1  | 9,1   | 3,5   | 0,18  | 0     | 0     | 0     | 0     | 1,2   | 5,7   | 13,2 | 60,3    |

### Transports

#### Transport routier

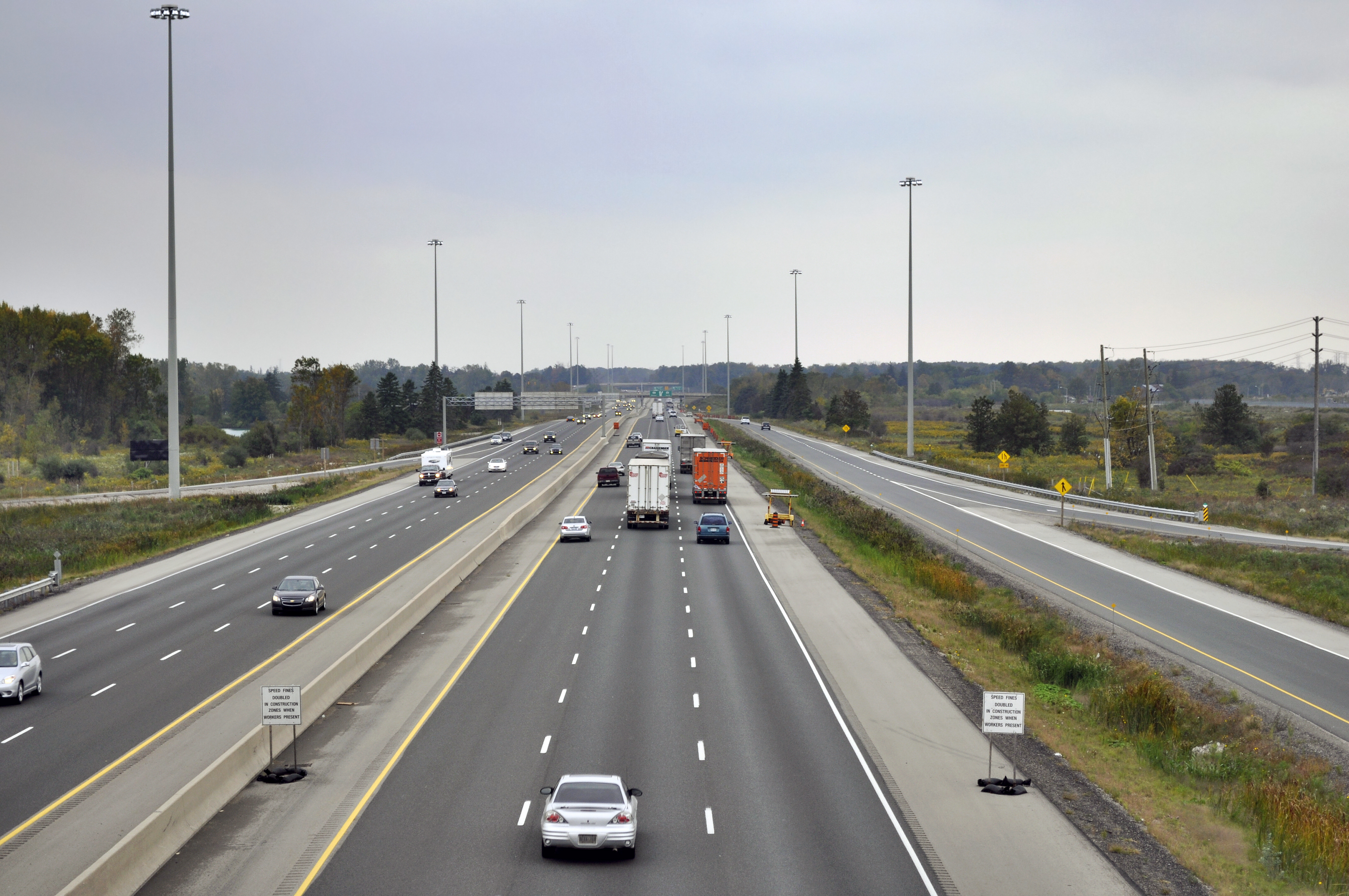
L'autoroute 401 à London vue depuis Wellington Road.

London est à la jonction de l'autoroute 401, qui relie la ville à Toronto et à Windsor, et de l'autoroute 402 qui mène à Sarnia,.
L'autoroute 403, qui diverge de la 401 à proximité de Woodstock, facilite l'accès aux villes de Brantford, Hamilton, ainsi qu'à la région du Golden Horseshoe et à la péninsule du Niagara.
De nombreuses routes à deux voies traversent également London ou passent à proximité, notamment les King's Highways 2, 3, 4, 7 et 22. Bon nombre d’entre elles portent des noms « historiques », la province ayant confié leur responsabilité aux gouvernements municipaux dans les années 1980 et 1990.
Néanmoins, ces routes continuent d’offrir un accès aux localités à l’ouest de London, notamment Goderich, Port Stanley et Owen Sound.

## Démographie
Au recensement de 2011, la ville de London avait une population de 366 151 habitants, soit une augmentation 3,7 % par rapport à 2006 (contre 5,7 % d'augmentation à l'échelle de la province). Les enfants de moins de 5 ans représentaient approximativement 5,2 % de la population résident à London.
La proportion de résidents ayant atteint l'âge de la retraite (65 ans et plus) est de 13,7 %, ce qui correspond à la proportion à l'échelle nationale.
L'âge moyen est de 38,2 ans, comparé à 39,9 pour l'ensemble du Canada.
Selon le recensement de 2011, la majorité des habitants de London sont de confession chrétienne (62,8 % de la population : 27 % catholiques, 25 % protestants, 9 % autres chrétiens). Les autres religions comprennent l'islam (4,4 %), le bouddhisme (0,8 %), l'hindouisme (0,8 %) et le judaïsme (0,5 %), avec 29,9 % de la population ne déclarant aucune appartenance religieuse.
Au recensement de 2016, Statistique Canada estime la population la région métropolitaine de recensement de London à 494 069 habitants.

## Économie

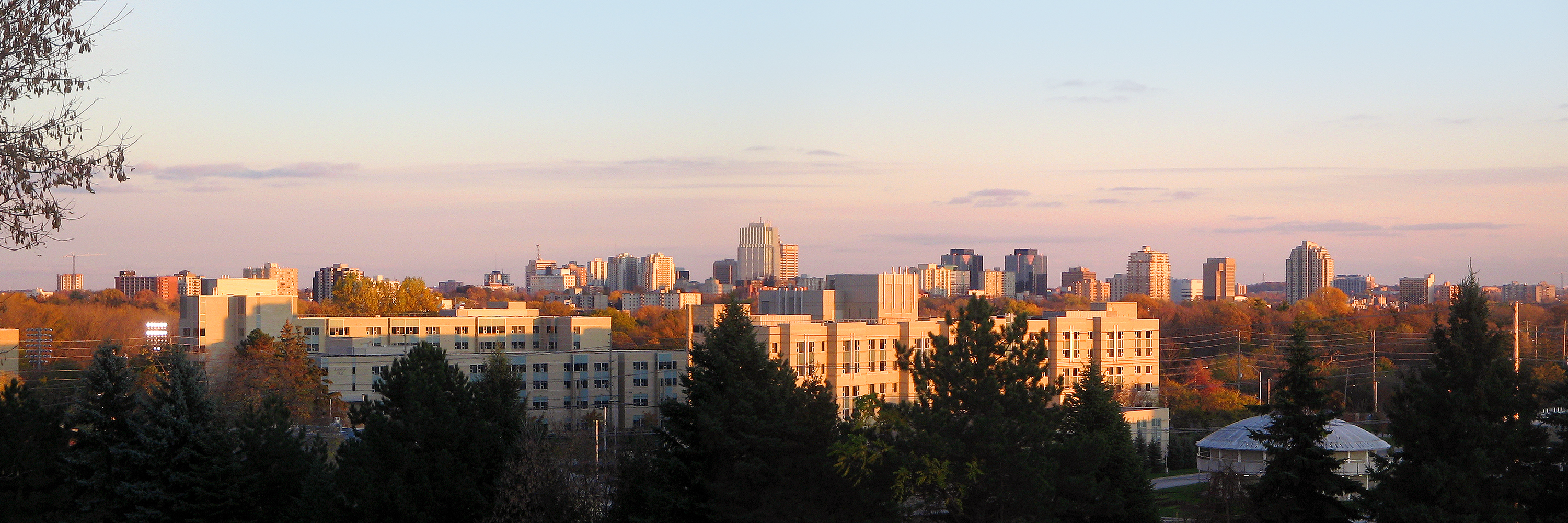
Panorama de la ligne d'horizon de London depuis Brescia University College à l'Université de Western Ontario.

L'économie de London est dominée par la recherche médicale, les assurances, l'industrie manufacturière, agroalimentaire et les technologies de l'information. Une grande partie de la recherche en sciences de la vie et biotechnologies est menée ou supportée par l'Université de Western Ontario, ce qui ajoute plus de 700 millions de dollars canadiens à l'économie de London chaque année.
Depuis la crise économique de 2009, qui a détruit nombre d'emplois manufacturiers, London a entamé une transition pour devenir un centre technologique axé sur le secteur de la création numérique. En 2016, la ville compte plus de 300 entreprises technologiques qui emploient 3 % de sa population active.
Bon nombre de ces entreprises ont emménagé dans d'anciennes usines et espaces industriels du centre-ville et des alentours, et les ont rénovés en bureaux modernes.
Par exemple, les bureaux de l'Info-Tech Research Group sont installés dans une ancienne bonneterie, et Arcane Digital a emménagé dans un bâtiment industriel des années 1930 en 2015. rTraction, une entreprise de médias numériques, a actuellement ses bureaux à la Roundhouse de London, un atelier de réparation de locomotives à vapeur construit en 1887. Son remaniement, inauguré en 2015, a remporté le prix Paul Oberman en 2015 pour la réutilisation adaptative et la restauration du patrimoine de l'Ontario.
London accueille également Diply, l'un des sites internets les plus visités au Canada, et les entreprises de jeux vidéo Big Viking Games, Big Blue Bubble et Digital Extremes, et Voices.com, qui offre aux acteurs voix-off et doublage une plateforme pour la vente de leurs services.
Le plus grand employeur à London est le London Health Sciences Centre, qui emploie 10 555 personnes.
Le siège social de la division canadienne de 3M se trouve à London. La London Life Insurance Company, entreprise d'assurance-vie, y a été fondé, tout comme l'Imperial Oil, GoodLife Fitness, ainsi que les brasseries Labatt et Carling. Le Libro Financial Group, la deuxième plus grande coopérative de crédit en Ontario, a été fondé à London en 1951 et emploie plus de 550 personnes. Canada Trust a également été fondé à London, en 1864.

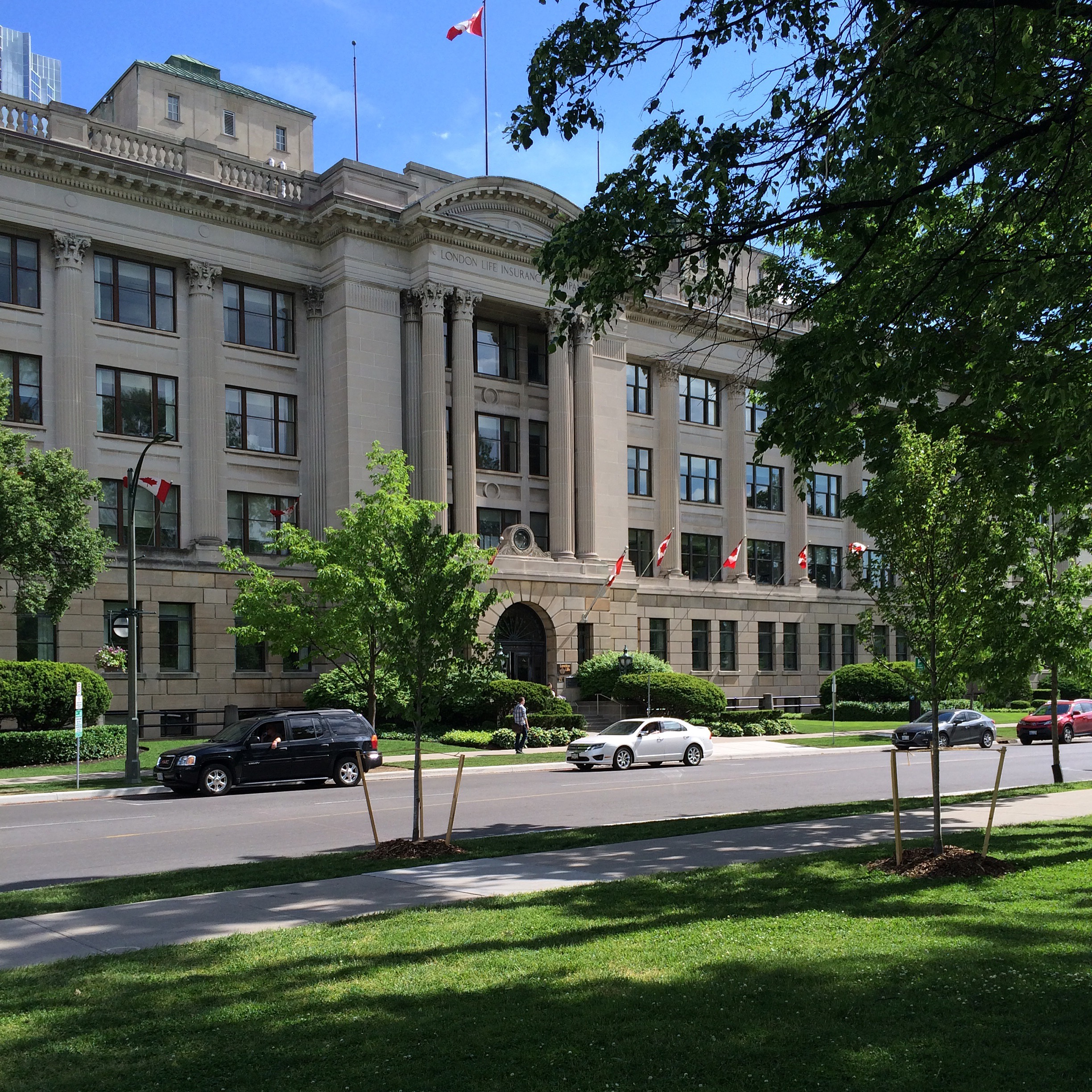
Le siège social de London Life.

General Dynamics Land Systems (GDLS) construit des véhicules militaires blindés dans la ville. GDLS a conclu un accord de 15 milliards de dollars pour fournir des véhicules blindés légers à l'Arabie Saoudite sur 14 ans. L'entreprise emploie 2 400 personnes au Canada.

## Urbanisme
Fin 2022, London comptait 2 gratte-ciels plus 3 autres en construction. Le plus haut bâtiment de la ville est la One London Place haute de 109 m, qui abrite des bureaux.

## Culture

### Festivals
La ville accueille de nombreux festivals, dont le Sunfest, le Home County Folk Festival, le London Fringe Theatre Festival, l'Expressions in Chalk Street Painting Festival, Rock the Park, Western Fair, Dundas Street Festival et l'International Food Festival. Le London Rib-Fest est le plus grand festival de barbecues au Canada. Le Pride London Festival est la 11e plus grande marche des fiertés en Ontario. Sunfest, un festival de musique du monde, est le deuxième plus grand au Canada après le Toronto Caribbean Carnival (Caribana) et figure parmi les 100 meilleures destinations estivales en Amérique du Nord.

### Musique
L'Orchestra London Canada est un orchestre symphonique professionnel fondé à London en 1937. Bien que la formation ait déposé le bilan en 2015, les membres de l'orchestre continuent à jouer des concerts autoproduits sous le nom de London Symphonia. London abrite également le London Community Orchestra, le London Youth Symphony et les chorales Amabile de London.
London a également une histoire riche en musique underground. Pionnier de la musique bruitiste, le Nihilist Spasm Band s'est formé dans la ville en 1965. Entre 1966 et 1971, le groupe se produisait le lundi soir à l’hôtel York, au cœur de la ville. Maintenant connu sous le nom de Call the Office, le lieu a servi de foyer à la musique punk à la fin des années 1970 et 1980 et continue d’accueillir des groupes de rock et des soirées de musique alternative hebdomadaires. En 2003, la station de radio CHRW-FM a développé les London Music Archives, une base de données de musique en ligne qui recense l'ensemble des albums enregistrés à London entre 1967 et 2006.

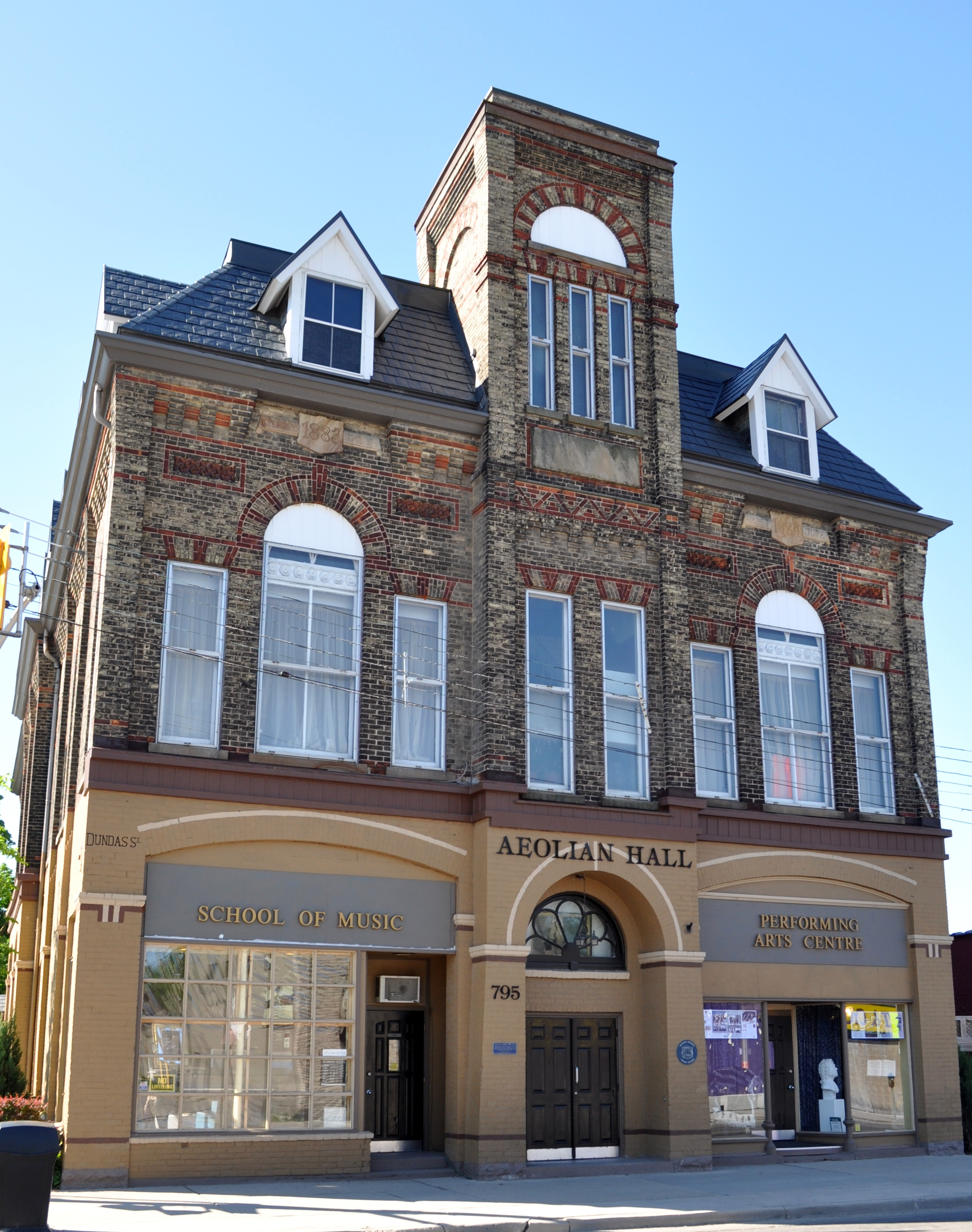
Aeolian Hall.

Les salles de spectacles de London incluent l'Aeolian Hall (en), un ancien hôtel de ville de l'époque victorienne dans le Old East Village, et le London Music Hall, situé dans le quartier du divertissement et de la culture du centre-ville.
Guy Lombardo, violoniste et directeur de big band mondialement connu, est né à London, tout comme le musicien de jazz Rob McConnell.
Parmi les musiciens contemporains nés à London, on compte l’artiste de hip-hop et l’ancien animateur de CBC Radio, Shad, ainsi que l’auteur-compositeur-interprète Meaghan Smith. Justin Bieber est né à London avant de déménager à Stratford, en Ontario.

### Art
La ville abrite plusieurs musées, dont le Museum London, situé à la fourche de la rivière Thames. Le Museum London expose des œuvres d'une grande variété d'artistes locaux, régionaux et nationaux.
London abrite également le Museum of Ontario Archaeology, propriété de la Université de Western Ontario, qui présente notamment l'excavation et la reconstruction partielle d'un village préhistorique de la tribu autochtone des Neutres (site Lawson).
Le Royal Canadian Regiment Museum est un musée militaire situé à Wolseley Barracks, une ancienne base des Forces canadiennes dans le quartier Carling de London.
Le Secrets of Radar Museum a été inauguré à l’hôpital Parkwood en 2003, et raconte l’histoire de plus de 6 000 anciens combattants canadiens recrutés dans un projet top secret impliquant le radar pendant la Seconde Guerre mondiale. Le London Regional Children's Museum offre aux enfants des expériences d'apprentissage basées sur la pratique et est l'un des premiers musées pour enfants établis au Canada.
Le Temple de la renommée médicale canadienne, organisation caritative, a son siège au centre-ville de London et abrite un musée d'histoire de la médecine.
La maison Eldon, ancienne propriété de l'éminente famille Harris, est la plus ancienne résidence de London. Elle a été donnée à la ville en 1959 et est maintenant un site du patrimoine. Une plaque historique a été érigée par la province pour commémorer le rôle de la maison Eldon dans le patrimoine de l'Ontario.
La maison Banting, site historique du Canada, est le lieu où Frederick Banting a pensé à l’idée qui a mené à la découverte de l’insuline.
Banting a vécu et exercé à London pendant dix mois, de juillet 1920 à mai 1921. London est également le site de la Flamme de l'espoir, qui doit brûler jusqu'à ce qu'un remède au diabète soit découvert.
London abrite également un certain nombre de galeries d'art et d'espaces d'artistes, notamment la galerie McIntosh de l'Université de Western Ontario, et le projet London ARTS, une galerie, un studio et un espace de théâtre sur la rue Dundas. La Forest City Gallery, cofondée par le peintre canadien Greg Curnoe en 1973, est l’un des premiers centres d’artistes au Canada. Elle se situe dans le quartier SoHo, au sud du centre-ville. London accueille également une Nuit Blanche annuelle en juin.

### Qualité de vie

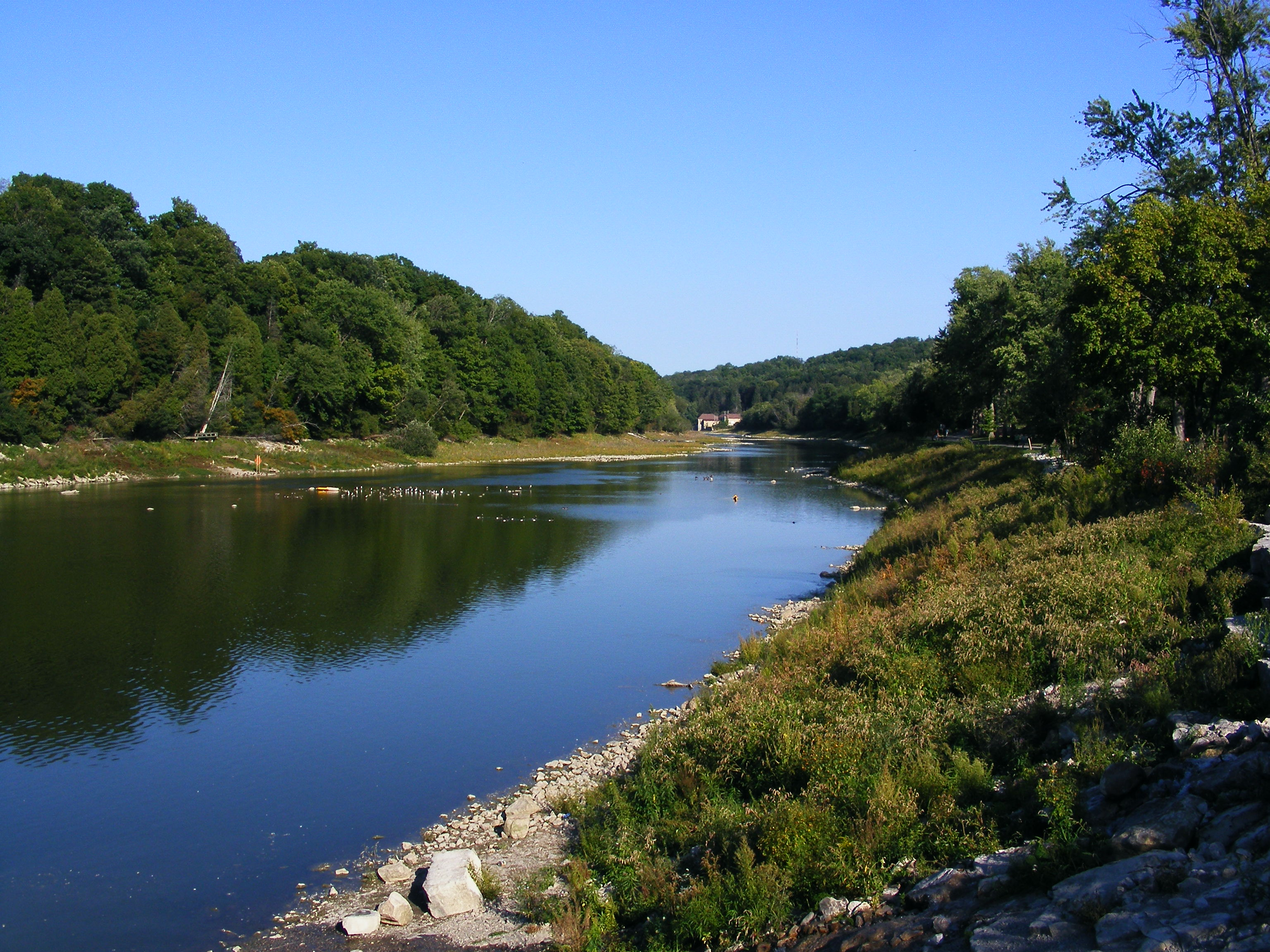
Le parc Springbank, situé le long de la rivière Thames, est le plus grand parc de la ville.

Le coût de la vie à London est faible comparativement à celui d'autres villes du sud de l'Ontario. Selon la London St. Thomas Association of Realtors, le prix moyen d'une maison dans la zone London-St. Thomas en 2016 est de 274 383 dollars canadiens, nettement inférieur à la moyenne nationale de 467 082. Il est également bien inférieur au prix moyen de maisons dans les villes voisines, dont Toronto ($736670), Hamilton ($510204), et Kitchener-Waterloo ($364290). Le loyer mensuel moyen pour la location d'un appartement d'une chambre en 2015 est de $781.
London compte neuf grands parcs et jardins, dont plusieurs longent la rivière Thames et sont couverts par un réseau de pistes cyclables et sentiers piétons, connu sous le nom de Thames Valley Parkway.
Ce réseau de 40 km de long est connecté à 150 km additionnels de pistes cyclables et de sentiers de randonnée dans toute la ville. Le plus grand parc de la ville, le parc Springbank, occupe une superficie de 140 hectares et contient 30 km de sentiers. Il abrite également le parc d'attraction familial Storybook Gardens.
Selon Comfort Life, une publication destinée aux personnes âgées, London est l'un des meilleurs endroits pour prendre sa retraite en Ontario, en raison de la sécurité, du coût de la vie et des lieux de plaisance à proximité tels que Port Stanley, Port Burwell et Lambton Shores.

## Politique et administration
Avant les élections de 2010, un comité de contrôle (Board of Control), constitué de quatre membres et du maire, est élu à l'échelle de la ville.
Depuis cette date, la municipalité de London est dirigée par quatorze conseillers, un pour chacun des quatorze quartiers électoraux (wards), ainsi que le maire, tous élus pour quatre ans.

### Maires
| Période           | Période          | Identité                | Étiquette | Qualité             |
| ----------------- | ---------------- | ----------------------- | --------- | ------------------- |
| 4 décembre 2000   | 30 novembre 2010 | Anne Marie DeCicco-Best |           |                     |
| 1er décembre 2010 | 19 juin 2014     | Joe Fontana             |           |                     |
| 19 juin 2014      | 24 juin 2014     | Joe Swan                |           | Conseiller, intérim |
| 24 juin 2014      | 30 novembre 2014 | Joni Baechler           |           | Maire intérimaire   |
| 1er décembre 2014 | 3 décembre 2018  | Matt Brown              |           |                     |
| 3 décembre 2018   | 15 novembre 2022 | Ed Holder               |           |                     |
| 15 novembre 2022  | en cours         | Josh Morgan             |           |                     |

### Politique municipale
Bien que London ait de nombreux liens avec comté de Middlesex, la ville est une entité totalement distincte. Il n'y a pas de chevauchement juridictionnel entre les deux, à l'exception du palais de justice du comté de Middlesex et de l'ancienne prison, le pouvoir judiciaire étant administré directement par la province.
En 2001, la ville de London publie ses premières normes de conception pour l'accessibilité des installations (FADS), l'une des premières exigences d'accessibilité d'une ville nord-américaine à inclure la Conception universelle. Celle-ci a depuis été adoptée par plus de 50 municipalités au Canada et aux États-Unis.

### Criminalité
Les statistiques de la police indiquent que le nombre total de crimes à London est demeuré stable entre 2010 et 2016, avec environ de 24 000 à 27 000 incidents par an. La majorité des incidents sont des infractions sur les biens, les délits avec violence diminuant nettement (jusqu'à environ 20 %) entre 2012 et 2014, mais augmentant de nouveau en 2015 et 2016. En juillet 2018, le chef adjoint de la police, Steve Williams, affirme que de nombreux crimes ne seraient pas déclarés à la police.
Des recherches menées par Michael Andrew Arntfield, policier devenu professeur de criminologie, ont déterminé que London avait le plus grand nombre de tueurs en série actifs par habitant au monde entre 1959 et 1984.
Selon Arntfield, au moins six tueurs en série étaient actifs à London à cette époque, parmi lesquels Russell Maurice Johnson, Gerald Thomas Archer et Christian Magee.

### Initiatives civiques
Les initiatives de la ville dans l'Old East London contribuent à redynamiser ce quartier d'affaires. Parmi les initiatives, on compte la création du Old East Heritage Conservation District en vertu de la partie V de la Loi sur le patrimoine de l'Ontario, ainsi que des programmes de restauration des façades.
London abrite des biens du patrimoine représentant une variété de style architecturaux, notamment Queen Anne, Art déco, moderne et brutaliste.

## Institutions
L'Université de Western Ontario se trouve à London, qui héberge le Network for Business Sustainability (NBS), un réseau de recherche international. London compte également un collège, Fanshawe College, et un centre d'accès du Collège Boréal.
Parmi les attractions de la ville, on compte un petit parc thématique, Storybook Gardens.
L’Église anglicane du Canada officie à la cathédrale Saint-Paul de London, et l’Église catholique à la basilique-cathédrale Saint-Pierre de London.

## Personnalités liées à London

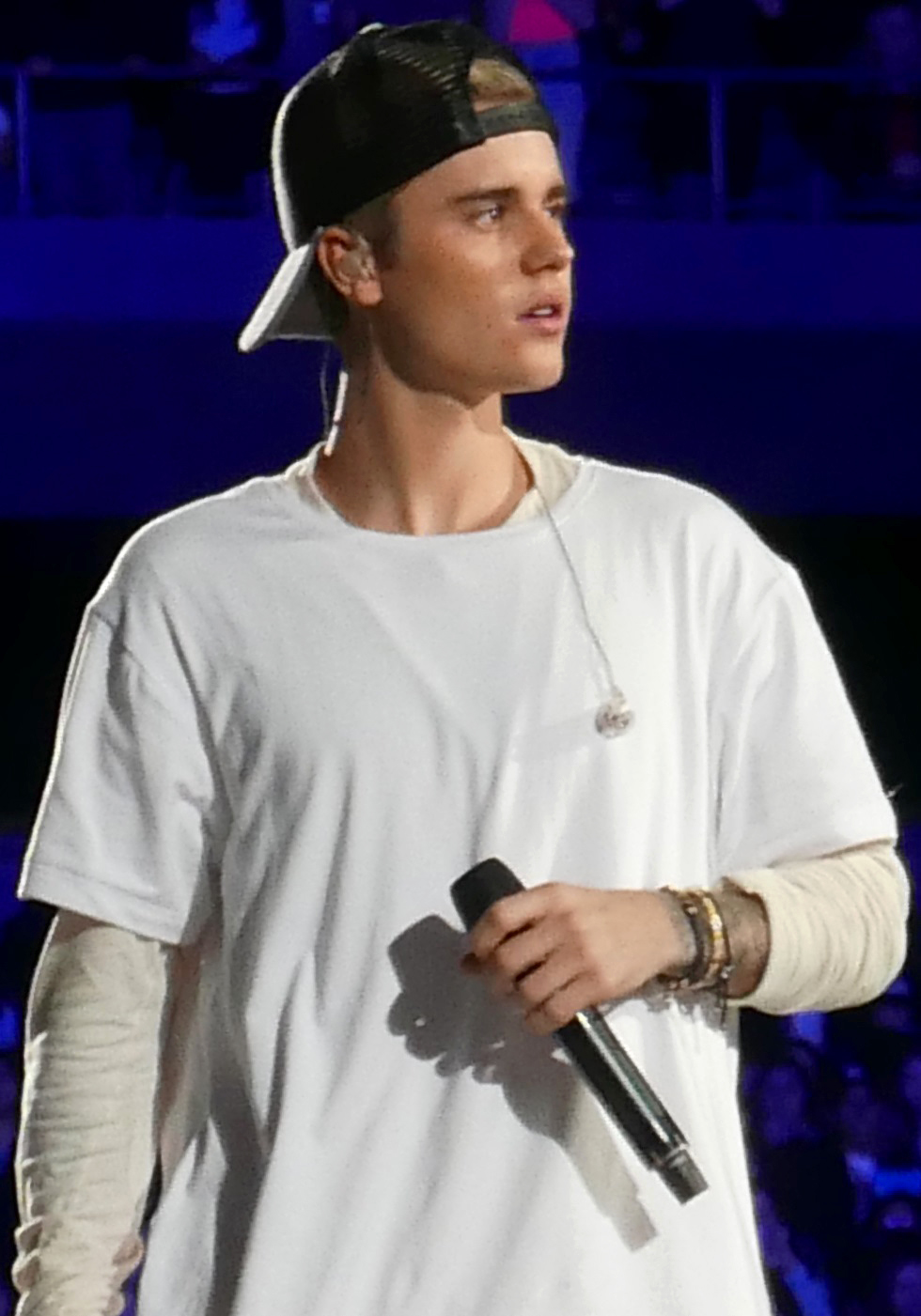
Justin Bieber.

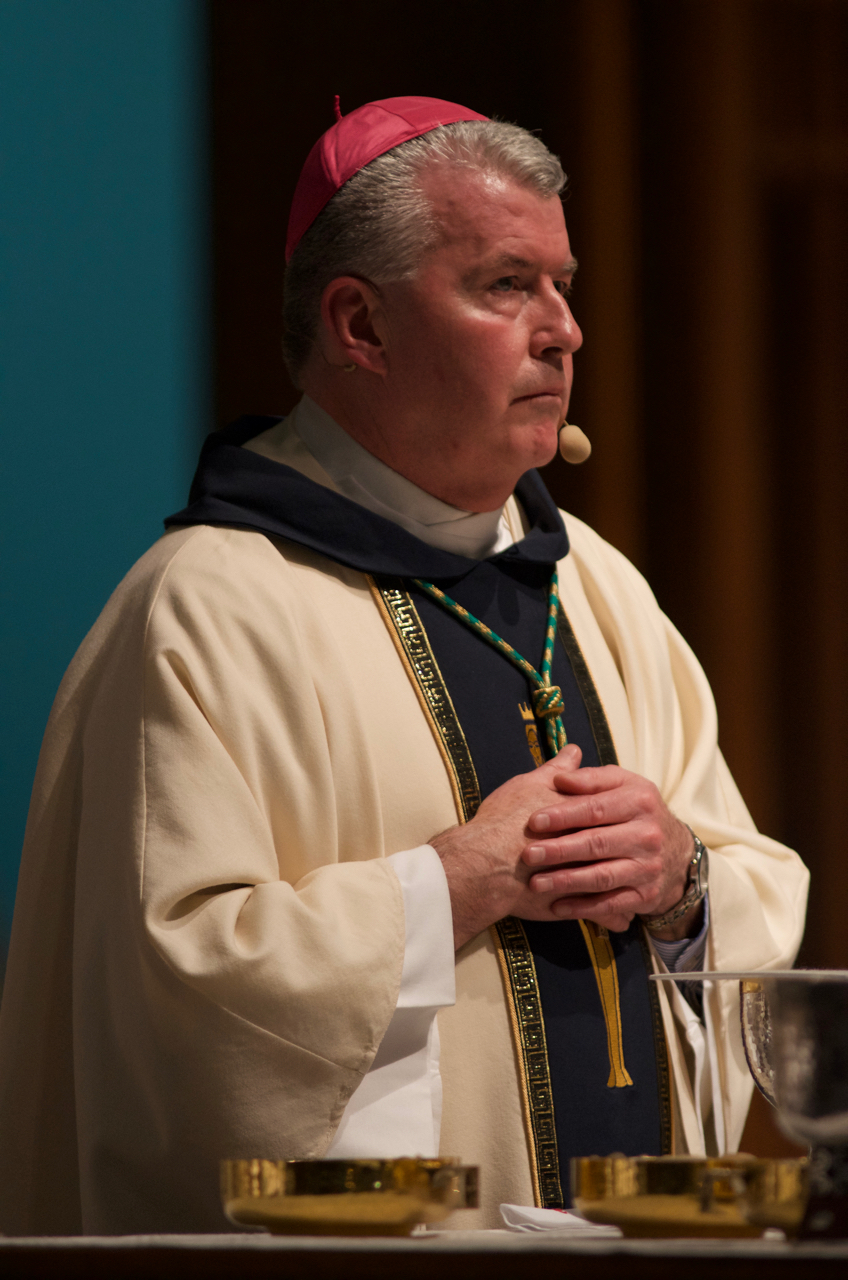
William Terrence McGrattan.

- Justin Bieber, auteur-compositeur-interprète
- Eleanor Catton (1985-), écrivaine néo-zélandaise, prix Booker.
- Hume Cronyn acteur
- Victor Garber, acteur
- Ryan Gosling, acteur
- Paul Haggis, metteur en scène
- Nazem Kadri, joueur de hockey évoluant actuellement avec l'Avalanche du Colorado en LNH
- Eric Lindros, joueur de hockey retraité
- Guy Lombardo, violoniste et chef d'orchestre
- Luke Macfarlane, acteur
- Margaret MacNeil, nageuse
- Craig MacTavish, joueur de hockey retraité
- Amber Marshall, actrice
- Irene Mathyssen, politicienne
- Rachel McAdams, actrice
- Nick Suzuki, joueur de hockey évoluant actuellement avec les Canadiens de Montréal
- Brandon Prust, joueur de hockey retraité
- David Shore, producteur et réalisateur
- Joe Thornton, joueur de hockey évoluant actuellement avec les Panthers de la Floride
- Drew Doughty, joueur de hockey évoluant actuellement avec les Kings de Los Angeles en LNH
- Jeff Carter, joueur de hockey évoluant actuellement avec les Kings de Los Angeles en LNH
- Bo Horvat, joueur de hockey évoluant actuellement avec les Canucks de Vancouver en LNH
- William Terrence McGrattan, évêque de l'Église catholique
- Raised by Swans, chanteur de rock indépendant
- Shaedon Sharpe joueur de basket-ball évoluant actuellement avec les Trail Blazers de Portland

## Sport
Au hockey junior, y évoluent les Knights de London.
Du 14 au 17 mars 2013 y ont lieu les Championnats du monde de patinage artistique.